# Mednarodna organizacija dela
Mednarodna organizacija dela (angleško International Labour Organization; kratica ILO) je mednarodna organizacija, ki deluje kot specializirana agencija OZN, s stalnim sedežem v Ženevi (Švica).
Ustanovljena 11. aprila 1919, je bila sprva ena agencij Lige narodov, dokler ni po razpadu Lige in ustanovitvi OZN ob koncu druge svetovne vojne, 14. decembra 1946 postala prva specializirana agencija Organizacije združenih narodov.

## Zgodovina

### Ustanovitev
ILO je bila ustanovljena kot agencija Društva narodov po Versailles pogodbi, ki je končala prvo svetovno vojno.
VanDaele, (2005) trdi, da je leta 1919 pionirsko generacijo znanstvenikov, strokovnjakov socialne politike in politikov, namenjeni neprimerljivi mednarodni organizacijski okvir za delovno politiko. Očetje organizacije ILO so zelo dobro začrtali pravila pri socialnih mislih in ukrepanja pred letom 1919. Člani so se poznali med seboj iz prejšnjih zasebnih poklicov in ideoloških omrežij, ki so si izmenjavali znanje, izkušnje in zamisli o socialni politiki. Predvojni »epistemološki skupnosti« kot je Mednarodno združenje za delovno pravo (IALL), ustanovljena leta 1900, in političnih mrež, kot je socialistična Druga internacionala, so bili odločilni dejavnik pri institucionalizaciji mednarodne politike dela. Po evforiji po prvi svetovni vojni, je bila zamisel »zmožna družba« pomemben katalizator za socialni inženiring ILO arhitektov. Kot nova disciplina, mednarodnega delovnega prava, je postal uporaben instrument za uvajanje socialnih reform v praksi. Utopične ideale ustanoviteljev za socialno pravičnost in pravico do dostojnega dela - so bile spremenjene s strani diplomatskih in političnih kompromisov, na pariški mirovni konferenci leta 1919, ki prikazuje bilance ILO med idealizmom in pragmatizmom.

## Odgovornost
Za razliko od drugih specializiranih agencij Združenih narodov, je Mednarodna organizacija dela tristranska upravna struktura, ki zastopa vlado, delodajalce in delavce.

## Upravni organ
Upravni organ je danes izvršitelj Mednarodnega urada za delo. Sestaja se trikrat letno: marca, junija in novembra. Sprejemajo odločitve o ILO politiki, sprejme osnutek programa in proračuna organizacije. Upravni organ je sestavljen iz 28 vladnih predstavnikov, 14 predstavnikov delavcev in 14 predstavnikov delodajalcev. Deset vladnih sedežev ima stalno v lasti Brazilija, Kitajska, Francija, Nemčija, Indija, Italija, Japonska, Ruska federacija, Združeno kraljestvo in Združene države. Preostali vladni predstavniki so izvoljeni s strani vladnih delegatov vsake tri leta.

## Mednarodna konferenca dela
ILO organizira mednarodno konferenco dela vsako leto junija v Ženevi, kjer se oblikuje in sprejema konvencije in priporočila. Na konferenciji se prav tako odloča o splošni ILO politiki, delovnega programa in proračuna.
Vsaka država članica je na konferenci zastopana s štirimi predstavniki: dva vladna predstavnik, predstavnik delodajalcev in predstavnik delavce. Vsi imajo enako pravico glasovanja, ne glede na populacijo države. Predstavniki delodajalcev in delavcev se običajno opredeli v dogovoru z »najbolj reprezentativne« nacionalnih organizacij delodajalcev in delavcev. Po navadi, delavski delegati uskladijo svoje glasovalne, kot to naredijo tudi delodajalski delegati.

## Države članice
Danes organizacija šteje 178 držav članic iz vsega sveta. Slovenija je bila sprejeta dne 29. maja 1992.

## Ratificirane konvencije v Republiki Sloveniji

### Konvencije, ki jih je Slovenija nasledila z aktom o notifikaciji
Konvencija št. 2 o brezposelnosti
Konvencija št. 3 o zaposlovanju žensk pred in po porodu*
Konvencija št. 8 o nadomestilu za brezposelnost zaradi brodoloma
Konvencija št. 9 o namestitvi mornarjev
Konvencija št. 11 o pravici združevanja in koaliranja kmetijskih delavcev
Konvencija št. 12 o odškodnini za nesreče pri delu v kmetijstvu
Konvencija št. 13 o uporabi svinčenega belila pri barvanju
Konvencija št. 14 o tedenskem počitku v industrijskih podjetjih
Konvencija št. 16 o obveznem zdravniškem pregledu otrok in mladine, zaposlenih na ladjah
Konvencija št. 17 o odškodnini za nesreče pri delu
Konvencija št. 18 o odškodnini za poklicne bolezni
Konvencija št. 19 o enakem obravnavanju tujih in domačih delavcev glede odškodnine za nesreče pri delu
Konvencija št. 22 o pogodbi o zaposlitvi mornarjev
Konvencija št. 23 o repatriaciji mornarjev pomorske plovbe
Konvencija št. 24 o zdravstvenem zavarovanju industrijskih in trgovskih delavcev ter domačih storitvenih delavcev
Konvencija št. 25 o zdravstvenem zavarovanju kmetijskih delavcev
Konvencija št. 27 o označevanju teže na velikih tovorih, ki se prevažajo z ladjo
Konvencija št. 29 o prisilnem ali obveznem delu
Konvencija št. 32 o varstvu delavcev, zaposlenih pri nakladanju in razkladanju ladij, pred nesrečami pri delu
Konvencija št. 45 o zaposlovanju žensk pri podzemnih delih v rudnikih vseh kategorij*
Konvencija št. 48 o mednarodni ureditvi varovanja pravic iz invalidskega, starostnega in družinskega zavarovanja** 
Konvencija št. 53 o minimalni strokovni usposobljenosti poveljnikov in oficirjev trgovske mornarice
Konvencija št. 56 o zdravstvenem zavarovanju pomorščakov
Konvencija št. 69 o diplomi o strokovni usposobljenosti ladijskih kuharjev
Konvencija št. 73 o zdravniških pregledih mornarjev
Konvencija št. 74 o potrdilih o izobrazbi kvalificiranega mornarja
Konvencija št. 80 o delni reviziji konvencij, ki jih je sprejela Splošna konferenca Mednarodne organizacije dela na prvih 28 zasedanjih
Konvencija št. 81 o inšpekciji dela v industriji in trgovini 
Konvencija št. 87 o sindikalni svobodi in varstvu sindikalnih pravic
Konvencija št. 88 o službi za posredovanje dela
Konvencija št. 89 o nočnem delu žensk, zaposlenih v industriji
Konvencija št. 90 o nočnem delu otrok v industriji
Konvencija št. 91 o plačanem dopustu pomorščakov**
Konvencija št. 92 o nastanitvi posadke na ladji (revidirana)
Konvencija št. 97 o migraciji z namenom zaposlitve
Konvencija št. 98 o uporabi načel o pravicah organiziranja in kolektivnega dogovarjanja
Konvencija št. 100 o enakem nagrajevanju moške in ženske delovne sile za delo enake vrednosti
Konvencija št. 102 o minimalnih normah socialne varnosti
Konvencija št. 103 o varstvu materinstva*
Konvencija št. 106 o tedenskem počitku v trgovini in uradih
Konvencija št. 109 o plačah, delovnem času in številčnem stanju posadke na ladjah*
Konvencija št. 111 o diskriminaciji pri zaposlovanju in poklicih
Konvencija št. 113 o zdravniškem pregledu ribičev
Konvencija št. 114 o pogodbi o zaposlitvi ribičev
Konvencija št. 116 o delni reviziji konvencij, ki jih je Splošna konferenca ILO sprejela na prvih 32 zasedanjih
Konvencija št. 119 o zavarovanju strojev
Konvencija št. 121 o dajatvah za nesreče pri delu in poklicne bolezni
Konvencija št. 122 o politiki zaposlovanja
Konvencija št. 126 o prostorih za posadko na ribiških ladjah
Konvencija št. 129 o inšpekciji dela v kmetijstvu
Konvencija št. 131 o minimalnih osebnih dohodkih, s posebnim ozirom na države v razvoju
Konvencija št. 132 o plačanem letnem dopustu
Konvencija št. 135 o varstvu in olajšavah za predstavnike delavcev v podjetju
Konvencija št. 136 o varstvu pred nevarnostjo zastrupitve z benzolom
Konvencija št. 138 o minimalni starosti za sklenitev delovnega razmerja
Konvencija št. 139 o preprečevanju in kontroli poklicnih nevarnosti, ki jih povzročajo kancerogene substance in agensi
Konvencija št. 140 o plačanem dopustu za izobraževanje
Konvencija št. 142 o poklicnem usmerjanju in strokovnem usposabljanju za razvoj človekovih sposobnosti
Konvencija št. 143 o migracijah v pogojih zlorabljanja ter o podpiranju enakih možnosti in tretmaju delavcev migrantov
Konvencija št. 148 o varstvu delavcev pred profesionalnimi riziki zaradi onesnaženosti zraka, hrupa in vibracij v delovnem okolju
Konvencija št. 155 o varstvu pri delu, zdravstvenem varstvu in delovnem okolju
Konvencija št. 156 o enakih možnostih delavcev in delavk in njihovem enakem obravnavanju (delavci z družinskimi obveznostmi)
Konvencija št. 158 o prenehanju delovnega razmerja na pobudo delodajalca
Konvencija št. 159 o poklicni rehabilitaciji in zaposlovanju invalidov
Konvencija št. 161 o službah medicine dela
Konvencija št. 162 o varnosti pri uporabi azbesta

### Konvencije, ki jih je ratificirala Republika Slovenija:
Konvencija št. 105 o odpravi prisilnega dela
Konvencija št. 108 o nacionalnih osebnih dokumentih pomorščakov
Konvencija št. 147 o minimalnih normativih v trgovski mornarici
Konvencija št. 149 o zaposlovanju in pogojih dela in življenja izvajalcev zdravstvene nege
Konvencija št. 154 o spodbujanju kolektivnega pogajanja
Konvencija št. 173 o varstvu zahtevkov delavcev v primeru insolventnosti njihovega delodajalca
Konvencija št. 175 o delu s krajšim delovnim časom
Konvencija št. 180 o delovnem času pomorščakov in številu članov posadke na ladji
Konvencija št. 182 o prepovedi najhujših oblik dela otrok in takojšnjem ukrepanju za njihovo odpravo

Opombe:
* konvencije, ki jih je Republika Slovenije odpovedala
** konvencije, ki jih je Republika Slovenija ratificirala s pridržkom